# NK Bravo
NK Bravo ist ein slowenischer Fußballverein aus Ljubljana. Der Verein wurde 2006 gegründet und spielt im Jahr 2024 in der ersten Liga Sloweniens, der Slovenska Nogometna Liga.

## Geschichte
Der NK (nogometni klub = Fußballklub) Bravo wurde 2006 gegründet. Der Verein spielt seit der Saison 2019/2020 in der höchsten Liga des Landes.

## Stadion
Der Verein trägt seine Heimspiele im Ljubljana Sports Park aus. Das Stadion hat eine Kapazität von 5000 Plätzen und wurde 1930 erbaut.

## Erfolge
2. SNL
- Meister (1): 2018/19

### Europapokalbilanz
| Saison  | Wettbewerb             | Runde                  | Gegner               | Gesamt | Hin     | Rück          |
| ------- | ---------------------- | ---------------------- | -------------------- | ------ | ------- | ------------- |
| 2024/25 | UEFA Conference League | 1. Qualifikationsrunde | Connah’s Quay Nomads | 2:1    | 0:1 (H) | 2:0 n. V. (A) |
| 2024/25 | UEFA Conference League | 2. Qualifikationsrunde | HŠK Zrinjski Mostar  | 2:3    | 1:0 (A) | 1:3 (H)       |

Gesamtbilanz: 4 Spiele, 2 Siege, 2 Niederlagen, 4:4 Tore (Tordifferenz ±0)

## Statistik
| Saisons | Div. | Līga       | Platz | web   |
| ------- | ---- | ---------- | ----- | ----- |
| 2017/18 | 2.   | Druga Liga | 6.    | [ 1 ] |
| 2018/19 | 2.   | Druga Liga | 1.    | [ 2 ] |
| 2019/20 | 1.   | Prva Liga  | 6.    | [ 3 ] |
| 2020/21 | 1.   | Prva Liga  | 5.    | [ 4 ] |
| 2021/22 | 1.   | Prva Liga  | 5.    | [ 5 ] |
| 2022/23 | 1.   | Prva Liga  | 8.    | [ 6 ] |
| 2023/24 | 1.   | Prva Liga  | 4.    | [ 7 ] |

## Trainer
- Dejan Grabič (2017–2023)[8]

## Spieler
- Besart Abdurahimi (2019–)
- Andraž Kirm (2019–)